# Promised Land (album de Queensrÿche)
Albums de Queensrÿche
Empire
(1990) Hear in the Now Frontier
(1997)
Promised Land est le 6e album du groupe américain Queensrÿche, sorti le 18 octobre 1994 et produit par Queensrÿche et James Barton.

## Liste des titres
| No  | Titre          | Durée |
| --- | -------------- | ----- |
| 1.  | 9:28 am        | 1ː43  |
| 2.  | I Am I         | 3:50  |
| 3.  | Damaged        | 3:55  |
| 4.  | Out of Mind    | 4:34  |
| 5.  | Bridge         | 3:27  |
| 6.  | Promised Land  | 8:25  |
| 7.  | Disconnected   | 4:48  |
| 8.  | Lady Jane      | 4:23  |
| 9.  | My global Mind | 4ː20  |
| 10. | One More Time  | 4ː17  |
| 11. | Someone Else   | 4:38  |

### Informations complémentaires
- Le titre Someone Else présent sur l'album est une version comprenant uniquement du piano et du chant. Une version « complète », avec l'ensemble du groupe, est disponible sur le Mini-CD Real Word.
- La chanson Bridge évoque les relations entre le guitariste Chris de Garmo et son père.
- Sur Promised land, Geoff Tate joue du saxophone. cette chanson plutôt longue dévoile le côté progressif du groupe.
- La chanson Real Word, présente uniquement sur ce mini-CD, sert de générique de fin au film Last Action Hero.
- La version japonaise de l'album proposait deux bonus : la version « complète » de « Someone Else » ainsi que Real World
- Le single « I Am I » proposait un titre inédit : « Dirty Little Secret »
- Le groupe a réalisé un CD-rom basé sur l'album, qui contenait le titre inédit « Two Miles High »
- Le single "Bridge" contenait plusieurs titres enregistrés à l'Astoria de Londres en octobre 1994 : Damaged, My Empty Room, Killing Words et Real World.